# Ulysse FM
Ulysse FM est une station de radio privée tunisienne émettant sur la bande FM depuis le 16 juin 2012. Fondée par Jamel Eddine Henchiri, il s'agit de la première radio privée du sud-est du pays.

## Historique
Le 17 décembre 2010 a lieu la première étincelle menant le pays à la révolution et à la fuite du président Zine el-Abidine Ben Ali le 14 janvier 2011, ce qui bouleverse le paysage médiatique et le secteur de l'information. En août 2011, le gouvernement accorde l'autorisation à un certain nombre de radios et de télévisions privées, dont Ulysse FM, basée dans le gouvernorat de Médenine. Dans ce contexte, la radio diffuse ses programmes pour la première fois sur la bande FM le 16 juin 2012.
Le 18 février 2015, une cérémonie de signature des conventions des licences de création et d’exploitation de chaînes de télévision et de radio, dont Ulysse FM, a lieu sous l'égide de la Haute Autorité indépendante de la communication audiovisuelle.

## Gouvernance de l'entreprise
Ulysse FM est une société anonyme de droit tunisien, immatriculée au registre de commerce de Médenine. La gouvernance de l'entreprise est de type dual avec un président du conseil d'administration et un directeur général distincts. Les actionnaires sont des investisseurs tunisiens de la région. Son siège social est situé sur la rue Mohamed Makhlouf Hassine, en plein centre de la ville de Houmt Souk sur l'île de Djerba.

## Locaux et équipements
Les locaux, sur deux étages, s'étendent sur une superficie totale de 450 m2 et comportent :
- un studio numérique aménagé pour la diffusion en direct ;
- un studio digital réservé à la production et à la post-production ;
- un open space que se partagent équipes artistique et technique ;
- un espace pour la rédaction et l'information ;
- une aile administrative, de direction et de réception.

La radio dispose aussi d'un local au centre de la ville de Médenine, le centre administratif du gouvernorat, et d'un autre local au centre de la ville de Ben Gardane.

## Personnel
Ulysse FM emploie une quarantaine de personnes : ingénieurs, techniciens, cadres administratifs, artistes, animateurs, journalistes, rédacteurs et de correspondants couvrant tout le pays et particulièrement la région. Ce sont tous, ou presque, des jeunes diplômés originaires du Sud-Est tunisien.

## Couverture et fréquences
La couverture de Ulysse FM s'étend sur l'île de Djerba, sur la fréquence 92.10 MHz, et le Sud-Est tunisien, du sud de la ville de Sfax jusqu'à la frontière avec la Libye, sur la fréquence 104.3 MHz.

## Contenu
Le contenu proposé par Ulysse FM s'articule autour de trois axes : musique (mélange de musique locale, régionale, nationale et internationale, notamment libyenne), patrimoine (Djerba et du Sud-Est, berbère, arabe, etc.) et information en arabe classique.

## Développement socio-économique et promotion culturelle
La radio remplit rapidement un certain espace culturel, économique et social et devient un lieu d'échange privilégié pour les protagonistes du monde socio-économique et culturel. Pour ce faire, Ulysse FM met en place un certain nombre de partenariats, nationaux et internationaux, notamment avec l'Unesco, s'engageant à promouvoir le développement socio-économique mais aussi culturel de la région (festivals, concerts, théâtre, etc.) à titre gracieux et œuvrant à développer des partenariats avec les décideurs et associations de la région afin de promouvoir tous les événements culturels, sportifs et sociaux, notamment ceux concernant les femmes,.